# António de Gouveia
Antonio de Gouveia (Beja, 1505 – Torino, marzo 1566) è stato un umanista portoghese del Rinascimento.

## Biografia
Era il settimo figlio di Inês de Gouveia e di Afonso Lopes de Ayala. Nel 1527 si recò a studiare all'Università di Parigi assieme ad altri 28 studenti portoghesi, che avevano ottenuto una borsa di studio da re Giovanni III del Portogallo su consiglio di suo zio Diogo, allora rettore del Collège Sainte-Barbe.
Dopo essersi laureato a Parigi insegnò al Collège de Guyenne a Bordeaux, e quindi a Tolosa, Avignone, Lione, Cahors, Valencia, Grenoble, Torino e Mondovì. Divenne famosa la sua controversia con Pierre de la Ramée su Aristotele. Scrisse opere di giurisprudenza, letteratura e filosofia, e mantenne una corrispondenza epistolare con molti degli scrittori del suo tempo. Era fratello di André de Gouveia e nipote di Diogo de Gouveia il vecchio.
Intorno al 1534, con il fratello André, si recò al College di Guienne a Bordeaux. Subito dopo partì per Tolosa, e poi per Avignone e Lione, dove studiò giurisprudenza, e pubblicò diverse opere. Dopo essere ritornato al College di Guienne nel 1543 assunse la difesa di Aristotele contro il punto di vista di Pierre de la Ramée (Ramus), che aveva pubblicato Pro Aristotele responsio aduersus Petri Rami calumnias, cosa che gli fece guadagnare l'approvazione di Francesco I di Francia. Morì a Torino nel 1566.
Le sue opere trattano principalmente di giurisprudenza, ma anche di poesia, frutto del tempo trascorso a scrivere e tradurre fonti classiche alla ricerca del significato originale. Anche se in sintonia con il luteranesimo ed essere stato accusato di essere un ateo da Giovanni Calvino, tornò all'ortodossia cattolica.